# Edotia magellanica
Edotia magellanica is een pissebed uit de familie Idoteidae. De wetenschappelijke naam van de soort is voor het eerst geldig gepubliceerd in 1871 door Cunningham.